# 烏秅
乌秅国，西域古国。在今新疆塔什库尔干县西南方一百五十公里。国王治所在乌秅城。北与子合、蒲犁，西与难兜接。离长安九千九百五十里。四百九十户，二千七百三十三口，胜兵七百四十人。东北至西域都护治所五千二十里，至阳关五千八百八十八里。在山中居住，在石间种田。有白草。累石为室，有驴无牛。其西则有县度石山，溪谷不通，以绳索相接过河。

## 外部連結
[在维基数据编辑]
 《欽定古今圖書集成·方輿彙編·邊裔典·烏秅部》，出自陈梦雷《古今圖書集成》